# 43193 Secinaro
43193 Secinaro è un asteroide della fascia principale. Scoperto nel 2000, presenta un'orbita caratterizzata da un semiasse maggiore pari a 3,0691854 UA e da un'eccentricità di 0,1317726, inclinata di 2,56476° rispetto all'eclittica.
L'asteroide è dedicato all'omonimo comune italiano.